# Tromb-al-ca-zar ou les Criminels dramatiques
Personnages
- Ignace
- Beaujolais
- Vert-Panné
- Gigolette
- Quatre danseurs

Tromb-al-ca-zar ou les Criminels dramatiques est une « bouffonnerie musicale » en un acte de Jacques Offenbach, sur un livret de Charles-Désiré Dupeuty et Ernest Bourget, créée aux Bouffes-Parisiens le 3 avril 1856.

## Historique
En dépit de la minceur de l’intrigue, cette œuvre a été popularisée par des numéros succès comme le boléro pour Hortense Schneider et la chanson sur le jambon de Bayonne. Elle a par la suite été rejouée aux Bouffes-Parisiens pendant des années. Créée le même soir que deux cantates d’Offenbach, Le Berceau et La Paix du monde, sous la direction du compositeur, elle a ensuite été jouée à Bruxelles en septembre 1858, à Vienne en mars 1862 et à Londres en anglais en 1870.
Hortense Schneider fit après la représentation aux Bouffes-Parisiens une telle impression sur le prince Jérôme, oncle de Napoléon III, que la compagnie fut convoquée pour la représenter encore au domicile du prince.

## Argument
À la suite d'une confusion, le patron d'une auberge près de Saint-Jean-de-Luz, resté seul dans son auberge isolée, prend l’acteur Beaujolais, grimé en mousquetaire avec rapière et pistolet, pour Tromb-al-ca-zar, le chef de la terrible bande de bandits des Trabucayres. Lorsque Beaujolais lui parle de ses « exploits » et de sa « troupe », les craintes d’Ignace ne font qu’augmenter. Lorsque le reste de la troupe cherche refuge à l’auberge, Ignace reconnaît sa cousine en Gigolette. Ignace finira même par être enrôlé dans la troupe.

## Numéros musicaux
- Ouverture
- Récitatif et aria « Ô rage, ô désespoir ! » (Beaujolais)
- Trio « Le crocodile en partant pour la guerre » (le « Hourra du crocodile »)
- Trio « Détallons »
- Couplets « La gitana » (Gigolette)
- Trio « Un jambon de Bayonne »
- Quatuor « Un beau jour »
- Introduction, Valse et reprise du Trio du jambon

## Distribution de la création
| Rôle            | Typologie vocale | Création, 5 juillet 1855 (chef d'orchestre : Jacques Offenbach) |
| --------------- | ---------------- | --------------------------------------------------------------- |
| Ignace          | basse            | Rubel                                                           |
| Beaujolais      | ténor            | Étienne Pradeau                                                 |
| Vert-Panné      | baryton          | Léonce                                                          |
| Gigolette       | soprano          | Hortense Schneider                                              |
| Quatre danseurs |                  |                                                                 |